# Алами, Акбар
Акбар Алами (перс. اکبر اعلمی‎) — иранский политический деятель, бывший представитель Тебриза и Восточного Азербайджана в Исламском консультативном совете Ирана: 6-го созыва и 7-го созывов в 2000—2008 годах. По национальности азербайджанец.
Родился 1954 году, окончил Университет имени Алламе Табатабаи. Выступал от партии Фронт участия исламского Ирана.
Выдвигал свою кандидатуру на пост президента Ирана на выборах, которые состоялись 12 июня 2009.